# Do van Ranst
Do Van Ranst, född 13 juli 1974 i Dendermonde, är en flamländsk barn- och ungdomsförfattare. Han är bosatt i staden Hamme i Belgien.